# Legio I Germanica
Legio prima Germanica ou Legio I Germanica ("Primeira legião germânica") foi uma legião do exército imperial romano, criada provavelmente em 48 a.C. por Caio Júlio César para lutar durante a guerra civil contra Pompeu. O cognome "Germanica" é uma referência ao serviço prestado na Germânia e não ao lugar de origem dos legionários, como era o costume. Depois da Revolta dos Batavos (70), os soldados que restaram da Germanica foram incorporados por Galba, que criou a VII Gemina. O seu emblema é desconhecido, mas é provável que tenha sido o Touro, como todas as demais legiões criadas por Júlio César (com exceção da V Alaudae).

## Origem
Há duas teorias modernas sobre as origens da I Germanica. A mais aceita é a de que ela foi criada por Júlio César em 48 a.C. para lutar contra Pompeu, o que implica que ela teria participado da Batalha de Farsalos (48 a.C.). Uma segunda afirma que ela teria sido recrutada por Caio Víbio Pansa Cetroniano, um aliado de César que morreu na Batalha do Fórum dos Galos contra Marco Antônio em 43 a.C., que a criou para esta campanha.

## Desgraça na Hispânia
A carreira da Legio I depois das guerras civis romanas é obscura. Acredita-se que ela seja a mesma Legio I que participou da campanha hispânica contra os cântabros liderada por Marco Agripa em nome de Augusto e acabou em desgraça. Inscrições em moedas hispânicas indicam que, entre 30 e 16 a.C., uma Legio I estava estacionada na Hispânia Tarraconense e teria certamente lutado nas guerras contra os cântabros e ástures. Dião Cássio afirma que uma legião teve seu título de "Augusta" depois de alguns revezes na campanha. A legião foi debandada depois da perda do estandarte da águia nesta guerra. Historiadores acreditam que as duas sejam a mesma legião, o que explicaria a falta do título e o emblema.

## Sucesso na Germânia
Por volta da virada do milênio, a Legio I aparece na fronteira do Reno. Segundo os "Anais" de Tácito, ela teria recebido seu estandarte de Tibério, mas não é claro quando o evento teria se dado. Esta afirmação é problemática pois apenas legiões novas ou reconstituídas recebiam estandartes. É possível que a Legio I tenha sido reconstituída depois da desgraça na Hispânia e recebeu novos vexilos, o que indicaria uma reorganização, provavelmente seguida de reforços.
A nova legião rapidamente se redimiu e ganhou o título de Germanica depois uma brilhante campanha na Germânia, mas não se sabe exatamente quando. A I Germanica inicialmente esteve acampada em Ópido dos Úbios (Colônia), no território que seria depois a Germânia Inferior. Na época, a província, ainda conflagrada, abrigava cinco legiões e estava sob o comando de Públio Quintílio Varo.
Em 9 d.C., Varo e três legiões (as legiões XVII, XVIII e XIX) foram emboscados e completamente aniquilados na Batalha da Floresta de Teutoburgo. Felizmente para a Legio I, Varo não levou consigo todas as forças sob seu comando e deixou duas legiões acampadas sob o comando de um legado. Depois do desastre, a I Germanica passou a ser comandada pelo sobrinho da Varo, Lúcio Asprenas.
Uma outra teoria defende que o título de "Germanica" foi obtido pelos serviços prestados na subsequente campanha punitiva (e exploratória) liderada por Druso, o Velho contra as tribos germânicas.

## Motim na fronteira do Reno
Depois da derrota de Varo, o filho adotivo de Augusto, Tibério (irmão de Druso) assumiu o controle do exército romano no Reno, que foi reforçado por oito outras legiões. Quando ele voltou para a Itália em 13 d.C., Augusto nomeou o filho de Druso, Germânico, comandante das oito legiões do Reno. No ano seguinte, morreu e Tibério o sucedeu.

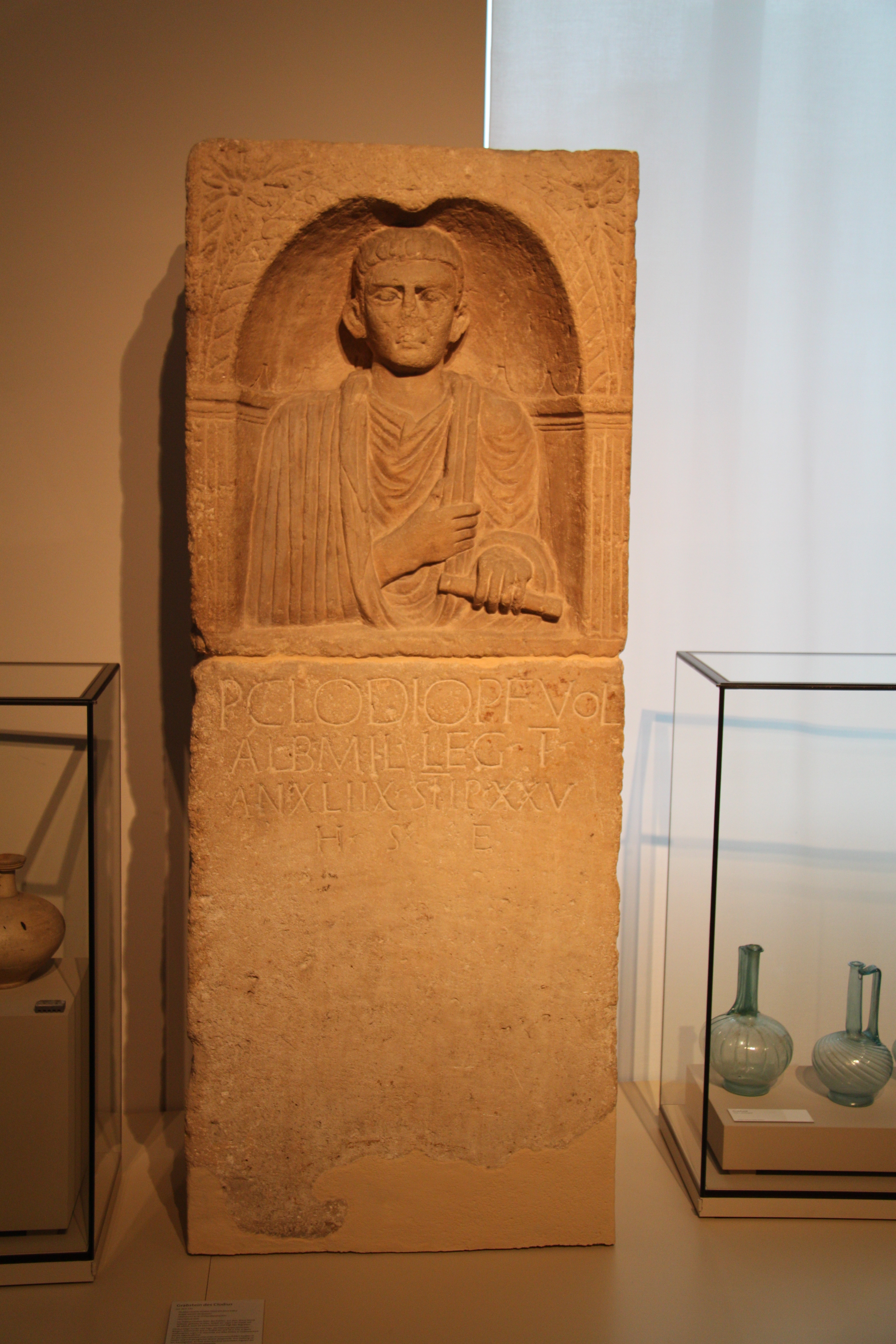
Túmulo de "Públio Clódio", da Legio I.
Atualmente no Museu Estadual Renano de Bona, em Bona, Alemanha.

Logo em seguida, Quinto Júnio Bleso, comandante das três legiões no campo de verão na Panônia, deu férias aos seus homens. Um soldado chamado Percênio inflamou as tropas com discursos sobre os direitos dos soldados. Ele exigia contratos por período fixo mais curto (16 anos ao invés dos 25 ou 30 e um aumento. Os soldados começaram a erguer uma amurada de terra à volta do campo e levantaram estandartes, o que atraiu a atenção do pretor, Bleso. Incapaz de convencer os soldados, ele concordou em enviar seu filho, um tribuno, como emissário a Tibério portando as suas demandas.
Notícias do motim se espalharam pelos destacamentos de obras civis das legiões próximas, assentadas em Nauporto. Depois de prender seu comandante, Aufidieno Rufo, ele foi forçado a marchar à frente da coluna de retorno carregando uma pesada bagagem e perguntando-lhe incessantemente o que ele estava achando. Depois de saquear toda a região, o grupo finalmente se rebelou definitivamente. Tentando conter a confusão, Bleso ordenou que as tropas leais prendessem os revoltosos, mas eles foram libertados, os tributos foram expulsos do campo e um centurião foi executado.
Estes soldados estavam a ponto de matarem uns aos outros quando o próprio filho de Tibério, Júlio César Druso chegou com algumas tropas, fechou os portões e iniciou uma investigação para resolver o motim num tribunal. Os homens, rejeitando as propostas, enviaram-lhe seus próprios termos e queriam falar com Druso pessoalmente. Gradualmente, os revoltosos acabaram voltando ao serviço ativo, mas Druso executou os líderes e voltou para Roma.
A XXI Rapax, V Alaudae, I Germanica e a XX Valeria Victrix souberam do motim na Germânia Inferior em seu acampamento de verão entre os úbios. Incitados por novos recrutas vindos de Roma, os soldados atacaram os centuriões de surpresa e lincharam vários deles, atirando os corpos no Reno. O comando central foi isolado e a soldadesca passou a gerir o acampamento. Ao saber do motim, Germânico abandonou sua missão de coletar impostos na Gália e seguiu para lá com uma pequena companhia. Na época, ele era tão popular quanto seu pai, Druso, o Velho, havia sido.
Depois de se misturar com as tropas para ouvir suas reclamações, Germânico persuadiu-o os soldados a abandonarem o motim e passou a dialogar com eles, mas o avanço foi lento. Ainda ali, Germânico soube que o problema era muito mais amplo. Porém, ao perceberem o perigo comum de uma iminente invasão bárbara da outra margem do Reno, as tropas aceitaram uma proposta de imunidade, pagamento dobrado (que Germânico pagou de seu próprio bolso) e um alistamento de dezesseis anos. A I Germanica e a XX Valeria Victrix voltaram para Ópido dos Úbios e Germânico voltou para Roma para buscar a aprovação do senado e de Tibério.
Quando ele retornou com emissários do senado, chegou à noite, um ato que foi mal-interpretado como um sinal de que o acordo havia sido rejeitado. Os soldados prenderam Germânico em seus aposentos, mas ele conseguiu clarificar a situação no dia seguinte. Porém, preocupado, ele tentou enviar sua esposa, que estava grávida, e seu filho para outro local mais segura, mas as tropas os prenderam. Inflamado, Germânico, segundo Tácito, discursou para as tropas:
| “ | Pois o que vocês não ousaram, o que vocês não profanaram nestes últimos dias? Do que devo chamar este grupo? Devo chamá-los de soldados... quando vocês pisotearam a autoridade do Senado?... | ” |
|   | — Tácito, Anais 1.46. |   |

Convencidos, os soldados encerraram ali mesmo o motim e iniciaram uma corte marcial sob a liderança dos tribunos. Os líderes foram presos e levados perante as tropas, um por um. Os soldados então decidiram quem era inocente e quem era culpado. Os culpados foram atirados às tropas para serem executados. Os centuriões também passaram, um por um, pelo mesmo procedimento: os aprovados mantiveram a posição e os reprovados foram despedidos. Germânico, satisfeito, manteve os termos do acordo anterior e retornou para Roma.
A I Germanica retornou ao serviço ativo e permaneceu na Germânia Inferior.

## Desgraça final

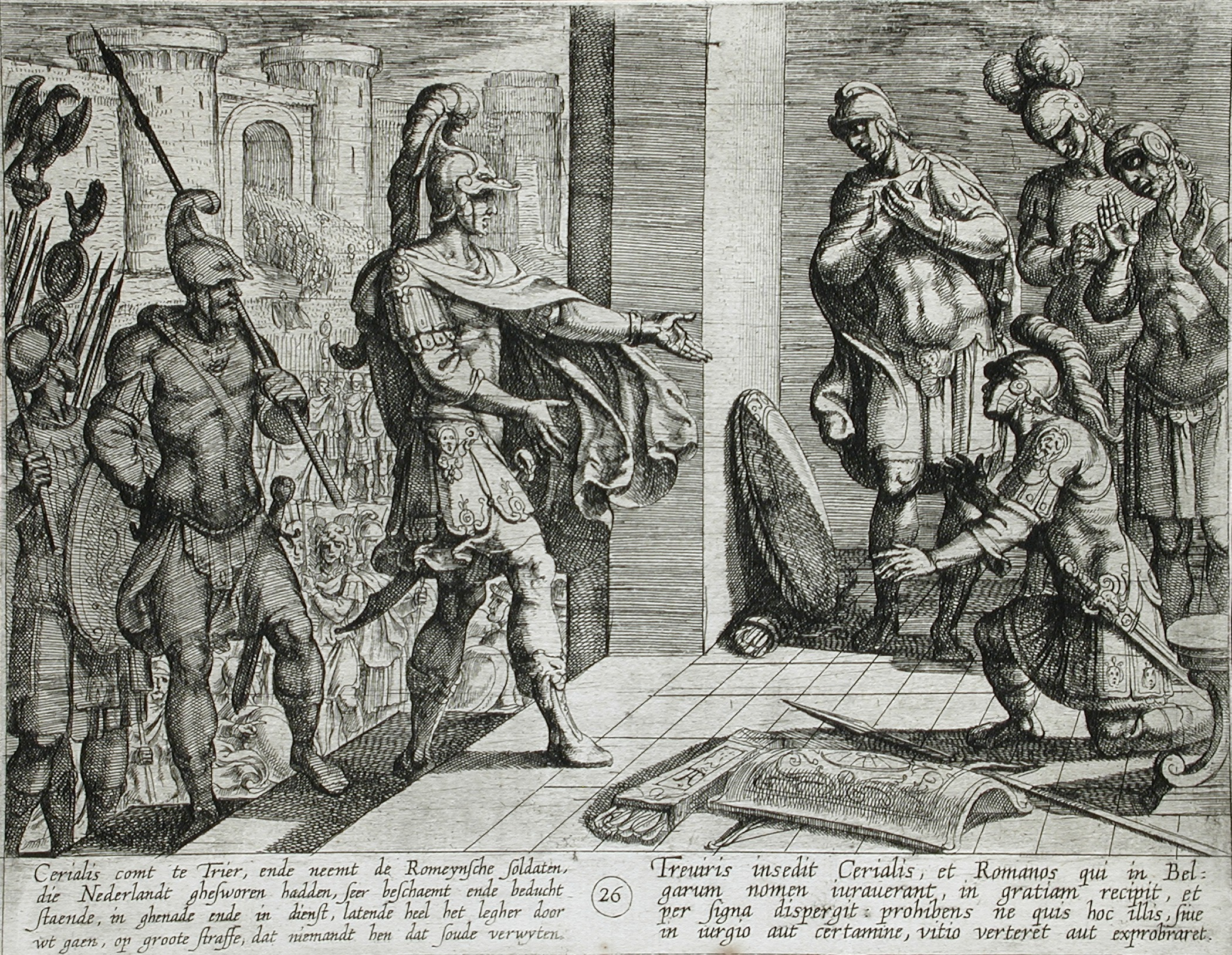
Quinto Petílio Cerial perdoa os soldados que apoiaram Caio Júlio Civil na Revolta dos Batavos. A Legio I Germanica foi uma das duas legiões revoltosas (a outra foi a XVI Gallica).
Gravura de Antonio Tempesta, 1612, atualmente no Museu de Arte do Condado de Los Angeles, nos EUA.

Finalmente, à morte de Nero se seguiram os eventos do ano dos quatro imperadores (69). Depois que o Senado se mostrou incapaz de determinar um sucessor adequado ao imperador, vários candidatos se levantaram para lutar pelo posto, levando ao caos a fronteira do Reno. O resultado foi uma ampla revolta das tribos celtas e germânicas por toda a extensão do Reno. Coletivamente conhecidos como belgas na época, a crise passou a ser chamada pelos historiadores de Revolta dos Batavos (70). Acreditando que o Império Romano estava acabado, estas tribos fundaram um estado independente na Gália, com capital em Augusta dos Tréveros (moderna Tréveris, na Alemanha) e liderado por Caio Júlio Civil. Duas legiões se aliaram ao novo estado, a I Germanica e a XVI Gallica.
Depois de muitos combates, nos quais a I Germanica se aliou ao rebelde Vitélio, Vespasiano emergiu como o novo imperador romano e ele logo enviou oito legiões, sob o comando de Quinto Petílio Cerial para a região do Reno para esclarecer a situação. Prevendo o resultado, as duas legiões renegadas se arrependeram e tentaram se refugiar na Alsácia-Lorena, na margem esquerda do Reno. O novo estado foi repudiado e os rebeldes se renderam.
A Legio I não foi reinstalada e, depois que o processo de pacificação se completou, o próprio Vespasiano debandou a legião. É provável que os soldados que restaram tenham sido absorvidos pela Legio VII Gemina.